# Französische Rugby-Union-Meisterschaft 2023/24
Die Saison 2023/24 war die 125. Austragung der französischen Rugby-Union-Meisterschaft (französisch Championnat de France de rugby à XV). Sie umfasste 14 Mannschaften in der obersten Liga Top 14 und 16 Mannschaften in der zweithöchsten Liga Pro D2. Den Meistertitel gewann zum 23. Mal Stade Toulousain.

## Top 14
Die reguläre Saison der Top 14 umfasste 26 Spieltage (je eine Vor- und Rückrunde). Sie begann am 18. August 2023 und dauerte bis zum 8. Juni 2024. Die zwei bestplatzierten Mannschaften qualifizierten sich direkt für das Halbfinale und trafen dort auf die Gewinner der Viertelfinalspiele, die zwischen den Dritt- bis Sechstplatzierten ausgetragen wurden. Im Endspiel, das am 28. Juni 2024 im Stade Vélodrome in Marseille stattfand, trafen die zwei Halbfinalsieger aufeinander und spielten um den Bouclier de Brennus. Dabei setzte sich Stade Toulousain gegen Union Bordeaux Bègles durch. Das übliche Endspielstadion, das Stade de France in Saint-Denis, stand wegen der Vorbereitungen auf die Olympischen Sommerspiele 2024 nicht zur Verfügung.

### Tabelle
M = Amtierender Meister

A = Aufsteiger

|     | Team                         | Spiele | Siege | Unent. | Ndlg. | Spiel- punkte | Diff. | Bonus- punkte | Tabellen- punkte |
| --- | ---------------------------- | ------ | ----- | ------ | ----- | ------------- | ----- | ------------- | ---------------- |
| 01. | Stade Toulousain (M)         | 26     | 16    | 1      | 9     | 765:592       | + 173 | 10            | 76               |
| 02. | Stade Français               | 26     | 17    | 1      | 8     | 539:511       | + 28  | 5             | 75               |
| 03. | Union Bordeaux Bègles        | 26     | 15    | 0      | 11    | 677:558       | + 119 | 9             | 69               |
| 04. | RC Toulon                    | 26     | 15    | 0      | 11    | 704:519       | + 185 | 9             | 69               |
| 05. | Stade Rochelais              | 26     | 13    | 1      | 12    | 595:496       | + 99  | 12            | 66               |
| 06. | Racing 92                    | 26     | 13    | 0      | 13    | 622:546       | + 76  | 10            | 62               |
| 07. | Castres Olympique            | 26     | 13    | 0      | 13    | 643:642       | + 1   | 10            | 62               |
| 08. | ASM Clermont Auvergne        | 26     | 12    | 2      | 12    | 621:671       | − 50  | 9             | 61               |
| 09  | Section Paloise              | 26     | 13    | 0      | 13    | 630:609       | + 21  | 8             | 60               |
| 10. | USA Perpignan                | 26     | 13    | 0      | 13    | 634:701       | − 67  | 6             | 58               |
| 11. | Lyon Olympique Universitaire | 26     | 12    | 0      | 14    | 630:754       | − 124 | 7             | 55               |
| 12. | Aviron Bayonnais             | 26     | 11    | 0      | 15    | 572:669       | − 97  | 8             | 52               |
| 13. | Montpellier Hérault Rugby    | 26     | 9     | 0      | 17    | 542:655       | − 113 | 8             | 44               |
| 14. | Oyonnax Rugby (A)            | 26     | 7     | 1      | 18    | 539:790       | − 251 | 4             | 34               |

Die Punkte wurden wie folgt verteilt:
- 5 Punkte bei einem Forfaitsieg
- 4 Punkte bei einem Sieg
- 2 Punkte bei einem Unentschieden
- 0 Punkte bei einer Niederlage (vor möglichen Bonuspunkten)
- −2 Punkte bei einer Forfaitniederlage
- 1 Bonuspunkt bei drei Versuchen mehr als der Gegner
- 1 Bonuspunkt bei einer Niederlage mit fünf oder weniger Punkten Unterschied

### Finalphase

#### Viertelfinale
| 15. Juni 2024 21:05 MESZ | RC Toulon | 29 : 34         | Stade Rochelais | Stade Mayol, Toulon Zuschauer: 18.200 Schiedsrichter: Luc Ramos |
| 15. Juni 2024 21:05 MESZ | Versuche: Strafversuch 71. Singleton 80. erh. Erhöhungen: Jaminet (1/1) 80. Straftritte: Jaminet (5) 5., 13., 18., 24., 34. | (15:24) Bericht | Versuche: Hastoy 10. erh. Leyds 31. erh. Favre 40. erh. Jegou 47. erh. Erhöhungen: Hastoy (4/4) Straftritte: Hastoy (2) 27., 44. | Stade Mayol, Toulon Zuschauer: 18.200 Schiedsrichter: Luc Ramos |

| 16. Juni 2024 21:05 MESZ | Union Bordeaux Bègles | 31 : 17         | Racing 92                                                             | Stade Chaban-Delmas, Bordeaux Zuschauer: 34.462 Schiedsrichter: Thomas Charabas |
| 16. Juni 2024 21:05 MESZ | Versuche: Tambwe 19. n.erh. Lamothe 40. erh. Buros 54. erh. Erhöhungen: Lucu (2/3) Straftritte: Lucu (4) 5., 13., 30., 47. | (21:12) Bericht | Versuche: Spring 67. n.erh. Straftritte: Tedder (4) 3., 17., 24., 36. | Stade Chaban-Delmas, Bordeaux Zuschauer: 34.462 Schiedsrichter: Thomas Charabas |

#### Halbfinale
| 21. Juni 2024 20:15 MESZ | Stade Toulousain | 39 : 23         | Stade Rochelais                                                                                          | Stade Matmut-Atlantique, Bordeaux Zuschauer: 41.835 Schiedsrichter: Tual Trainini |
| 21. Juni 2024 20:15 MESZ | Versuche: Kinghorn 22. erh. Mallía (2) 31. erh., 48. erh. Chocobares 52. erh. Lebel 80. erh. Erhöhungen: Ramos (4/5) Straftritte: Ramos (2) 2., 72. | (17:20) Bericht | Versuche: Latu 11. erh. Alldritt 38. erh. Erhöhungen: Hastoy (2/2) Straftritte: Hastoy (3) 19., 35., 63. | Stade Matmut-Atlantique, Bordeaux Zuschauer: 41.835 Schiedsrichter: Tual Trainini |

| 22. Juni 2024 21:05 MESZ | Union Bordeaux Bègles | 20 : 22         | Racing 92 | Stade Matmut-Atlantique, Bordeaux Zuschauer: 41.843 Schiedsrichter: Pierre Brousset |
| 22. Juni 2024 21:05 MESZ | Versuche: Briatte 31. erh. Leyresblanques (2) 62. n.erh., 80. n.erh. Erhöhungen: Segonds (1/3) Straftritte: Segonds (1/1) 5. | (10:17) Bericht | Versuche: Lamothe (2) 17. erh., 22. erh. Bochaton 55. n.erh. Erhöhungen: Lucu (2/3) Straftritte: Lucu (1/1) 11. | Stade Matmut-Atlantique, Bordeaux Zuschauer: 41.843 Schiedsrichter: Pierre Brousset |

#### Finale
| 28. Juni 2024 21:05 MESZ | Stade Toulousain | 59 : 3         | Union Bordeaux Bègles       | Stade Vélodrome, Marseille Zuschauer: 66.760 Schiedsrichter: Ludovic Cayre |
| 28. Juni 2024 21:05 MESZ | Versuche: Dupont (2) 7. erh., 24. erh. Mauvaka 20. n.erh. Ramos (2) 64. n.erh., 75. n.erh. Marchand 68. n.erh. Kinghorn 70. erh. Ainuʻu 79. erh. Capuozzo 82. n.erh. Erhöhungen: Ramos (2/6) Kinghorn (1/2) Ntamack (1/1) Straftritte: Ramos (2) 13., 43. | (20:3) Bericht | Straftritte: Lucu (1/1) 10. | Stade Vélodrome, Marseille Zuschauer: 66.760 Schiedsrichter: Ludovic Cayre |

| 15                 | Thomas Ramos        |         |
| 14                 | Juan Cruz Mallía    | 68.     |
| 13                 | Santiago Chocobares | 76.     |
| 12                 | Pita Ahki           | 65. 76. |
| 11                 | Blair Kinghorn      |         |
| 10                 | Romain Ntamack      |         |
| 09                 | Antoine Dupont      | 70.     |
| 08                 | Alexandre Roumat    | 65.     |
| 07                 | Jack Willis         | 76.     |
| 06                 | François Cros       |         |
| 05                 | Thibaud Flament     |         |
| 04                 | Richard Arnold      | 60.     |
| 03                 | Dorian Aldegheri    | 55.     |
| 02                 | Peato Mauvaka       | 54. 70. |
| 01                 | Rodrigue Neti       | 55.     |
| Auswechselspieler: |                     |         |
| 16                 | Julien Marchand     | 54.     |
| 17                 | David Ainuʻu        | 55.     |
| 18                 | Clément Vergé       | 65.     |
| 19                 | Joshua Brennan      | 60.     |
| 20                 | Paul Graou          | 70.     |
| 21                 | Ange Capuozzo       | 68.     |
| 22                 | Paul Costes         | 65.     |
| 23                 | Joël Merkler        | 55.     |
| Trainer:           |                     |         |
| Ugo Mola           |                     |         |

| 15                 | Romain Buros              |             |
| 14                 | Damian Penaud             |             |
| 13                 | Nicolas Depoortère        |             |
| 12                 | Yoram Moefana             |             |
| 11                 | Louis Bielle-Biarrey      | 50.         |
| 10                 | Matthieu Jalibert         | 54.         |
| 09                 | Maxime Lucu               |             |
| 08                 | Tevita Tatafu             | 7. bis 17.′ |
| 07                 | Mahamadou Diaby           | 45.         |
| 06                 | Bastien Vergnes-Taillefer | 59.         |
| 05                 | Adam Coleman              | 65.         |
| 04                 | Cyril Cazeaux             | 54. 65.     |
| 03                 | Ben Tameifuna             | 47.         |
| 02                 | Maxime Lamothe            | 59.         |
| 01                 | Jefferson Poirot          | 45.         |
| Auswechselspieler: |                           |             |
| 16                 | Clément Maynadier         | 59.         |
| 17                 | Ugo Boniface              | 45.         |
| 18                 | Kane Douglas              | 54.         |
| 19                 | Pierre Bochaton           | 45.         |
| 20                 | Pete Samu                 | 59.         |
| 21                 | Paul Abadie               | 54.         |
| 22                 | Pablo Uberti              | 50.         |
| 23                 | Tomaʻakino Taufa          | 47.         |
| Trainer:           |                           |             |
| Yannick Bru        |                           |             |

### Barrage
| 16. Juni 2024 18:00 MESZ | FC Grenoble     | 18 : 20 | Montpellier Hérault Rugby | Stade des Alpes, Grenoble Zuschauer: 19.714 Schiedsrichter: Tual Trainini |
| 16. Juni 2024 18:00 MESZ | (18:14) Bericht |         |                           | Stade des Alpes, Grenoble Zuschauer: 19.714 Schiedsrichter: Tual Trainini |

### Statistik

#### Meiste erzielte Versuche
|    | Name               | Verein                       | Versuche |
| -- | ------------------ | ---------------------------- | -------- |
| 1. | Baptiste Couilloud | Lyon Olympique Universitaire | 17       |
| 2. | Damian Penaud      | Union Bordeaux Bègles        | 14       |
| 3. | Tavite Veredamu    | USA Perpignan                | 12       |
| 4. | Bautista Delguy    | ASM Clermont Auvergne        | 11       |
| 5. | Matthis Lebel      | Stade Toulousain             | 10       |
| 5. | Alivereti Raka     | ASM Clermont Auvergne        | 10       |

#### Meiste erzielte Punkte
|    | Name           | Verein                    | Punkte |
| -- | -------------- | ------------------------- | ------ |
| 1. | Joe Simmonds   | Section Paloise           | 246    |
| 2. | Camille Lopez  | Aviron Bayonnais          | 227    |
| 3. | Melvyn Jaminet | RC Toulon                 | 223    |
| 4. | Louis Carbonel | Montpellier Hérault Rugby | 194    |
| 5. | Tommaso Allan  | USA Perpignan             | 173    |
| 5. | Pierre Popelin | Castres Olympique         | 173    |

## Pro D2
Die reguläre Saison der Pro D2 umfasste 30 Spieltage. Sie begann am 17. August 2023 und dauerte bis zum 17. Mai 2024. Die zwei bestplatzierten Mannschaften qualifizierten sich direkt für das Halbfinale, während die Mannschaften auf den Plätzen 3 bis 6 ein Playoff um die zwei weiteren Halbfinalplätze bestritten. Der RC Vannes stieg als Gewinner des Finales in die Top 14 auf. Der FC Grenoble trug als Finalverlierer ein Playoff gegen den 13. der Top 14 aus, unterlag aber. In die Amateurliga Championnat Fédéral National absteigen musste Rouen Normandie Rugby. 

### Tabelle
T = Absteiger Top 14

C = Aufsteiger Championnat
|     | Team                           | Spiele | Siege | Unent. | Ndlg. | Spiel- punkte | Diff. | Bonus- punkte | Tabellen- punkte |
| --- | ------------------------------ | ------ | ----- | ------ | ----- | ------------- | ----- | ------------- | ---------------- |
| 01. | Provence Rugby                 | 30     | 20    | 2      | 8     | 803:602       | + 171 | 11            | 95               |
| 02. | RC Vannes                      | 30     | 17    | 2      | 11    | 777:508       | + 269 | 17            | 89               |
| 03. | AS Béziers                     | 30     | 17    | 1      | 12    | 789:715       | + 74  | 10            | 80               |
| 04. | FC Grenoble                    | 30     | 19    | 0      | 11    | 826:694       | + 132 | 11            | 79               |
| 05. | US Dax (C)                     | 30     | 17    | 1      | 12    | 626:683       | − 57  | 7             | 77               |
| 06. | CA Brive (T)                   | 30     | 16    | 1      | 13    | 689:583       | + 106 | 10            | 76               |
| 07. | USON Nevers Rugby              | 30     | 15    | 0      | 15    | 682:610       | + 72  | 15            | 75               |
| 08. | Stade Montois                  | 30     | 15    | 1      | 14    | 766:641       | + 125 | 12            | 74               |
| 09. | Stade Aurillacois              | 30     | 14    | 1      | 15    | 593:764       | − 171 | 6             | 64               |
| 10. | Colomiers Rugby                | 30     | 13    | 1      | 16    | 661:657       | + 4   | 10            | 64               |
| 11. | Valence Romans Drôme Rugby (C) | 30     | 13    | 0      | 17    | 623:640       | − 17  | 10            | 62               |
| 12. | Soyaux Angoulême XV            | 30     | 13    | 2      | 15    | 563:616       | − 53  | 6             | 62               |
| 13. | SU Agen                        | 30     | 13    | 1      | 16    | 597:732       | − 135 | 7             | 61               |
| 14. | Biarritz Olympique             | 30     | 11    | 0      | 19    | 618:811       | − 193 | 9             | 53               |
| 15. | US Montauban                   | 30     | 11    | 0      | 19    | 577:755       | − 178 | 7             | 51               |
| 16. | RC Massy                       | 30     | 9     | 1      | 20    | 604:753       | − 149 | 10            | 48               |

Die Punkte wurden wie folgt verteilt:
- 5 Punkte bei einem Forfaitsieg
- 4 Punkte bei einem Sieg
- 2 Punkte bei einem Unentschieden
- 0 Punkte bei einer Niederlage (vor möglichen Bonuspunkten)
- −2 Punkte bei einer Forfaitniederlage
- 1 Bonuspunkt bei drei Versuchen mehr als der Gegner
- 1 Bonuspunkt bei einer Niederlage mit weniger als fünf Punkten Unterschied

### Finalphase
Barrage
| 23. Mai 2024 21:00 MESZ | FC Grenoble | 58 : 10 | US Dax | Stade des Alpes, Grenoble |
| 23. Mai 2024 21:00 MESZ | Bericht     |         |        | Stade des Alpes, Grenoble |

| 24. Mai 2024 21:00 MESZ | AS Béziers | 33 : 31 | CA Brive | Stade Raoul-Barrière, Béziers |
| 24. Mai 2024 21:00 MESZ | Bericht    |         |          | Stade Raoul-Barrière, Béziers |

Halbfinale
| 30. Mai 2024 21:00 MESZ | Provence Rugby | 22 : 23 | FC Grenoble | Stade Maurice-David, Aix-en-Provence |
| 30. Mai 2024 21:00 MESZ | Bericht        |         |             | Stade Maurice-David, Aix-en-Provence |

| 31. Mai 2024 21:00 MESZ | RC Vannes | 27 : 21 | AS Béziers | Stade de la Rabine, Vannes |
| 31. Mai 2024 21:00 MESZ | Bericht   |         |            | Stade de la Rabine, Vannes |

Aufstiegs-Play-off
| 2. Juni 2024 15:00 MESZ | RC Narbonne | 19 : 20 | US Montauban | Parc des Sports et de l’Amitié, Narbonne |
| 2. Juni 2024 15:00 MESZ | Bericht     |         |              | Parc des Sports et de l’Amitié, Narbonne |

Finale
| 8. Juni 2024 17:30 MESZ | RC Vannes | 16 : 9 | FC Grenoble | Stade Ernest-Wallon, Toulouse |
| 8. Juni 2024 17:30 MESZ | Bericht   |        |             | Stade Ernest-Wallon, Toulouse |